# Ioseph Genesios
Ioseph Genesios (mittelgriechisch Ἰωσὴφ Γενέσιος) war ein byzantinischer Geschichtsschreiber, der in der ersten Hälfte des 10. Jahrhunderts lebte.

## Leben und Werk
Über Ioseph Genesios selbst ist wenig bekannt; es wird bezweifelt, dass es sich hierbei um den echten Namen des Geschichtsschreibers handelt. Ferdinand Hirsch vermutete hinter Genesios den Sohn Konstantins des Armeniers,  Carl de Boor hingegen dessen Enkel. Beide Erklärungen sind jedoch eher unwahrscheinlich; letztendlich bleibt der Autor unbekannt.
Im Auftrag des byzantinischen Kaisers Konstantin VII. Porphyrogennetos verfasste er eine Kaisergeschichte (Basileiai) des 9. Jahrhunderts (von 813 bis 886), das von ikonoklastischen Kaisern geprägt war. Sie beginnt mit Leo V., dem Armenier, und führt bis zu Basileios I., dem Großvater Konstantins VII. und Begründer der makedonischen Dynastie. Der Text ist mitunter tendenziös – einige Personen werden verklärt, andere, insbesondere Leon, werden negativ dargestellt; dennoch ist die Schilderung insgesamt objektiver als bei Theophanes Continuatus. Als Quellen dienten unter anderem mehrere verlorene Werke. Genesios orientierte sich bei seiner Darstellung an den antiken Klassikern, wenngleich dies stilistisch nicht immer glückte. 
Johannes Skylitzes erwähnt Genesios im Vorwort seiner Synopsis Historion und kritisiert dessen tendenziöse Darstellung der Geschichte.

## Übersetzungen
- Ioseph Genesios: Byzanz am Vorabend neuer Größe. Byzantinische Geschichtsschreiber 18. Übersetzt, eingeleitet und erklärt von Anni Lesmüller-Werner. Wien 1989 (deutsche Übersetzung mit Einleitung und Anmerkungen).
- Genesios: On the Reigns of the Emperors. Byzantina Australiensia 11. Übersetzt und kommentiert von Anthony Kaldellis. Canberra 1998 (englische Übersetzung mit Einleitung und Anmerkungen).